# Julius Jelski
Julius Jelski (geboren 29. November 1867 in Slonim, Russisches Kaiserreich; gestorben 8. Januar 1953 in Montevideo, Uruguay) war ein deutscher Philosoph und Prediger an der Jüdischen Reformgemeinde zu Berlin.

## Leben

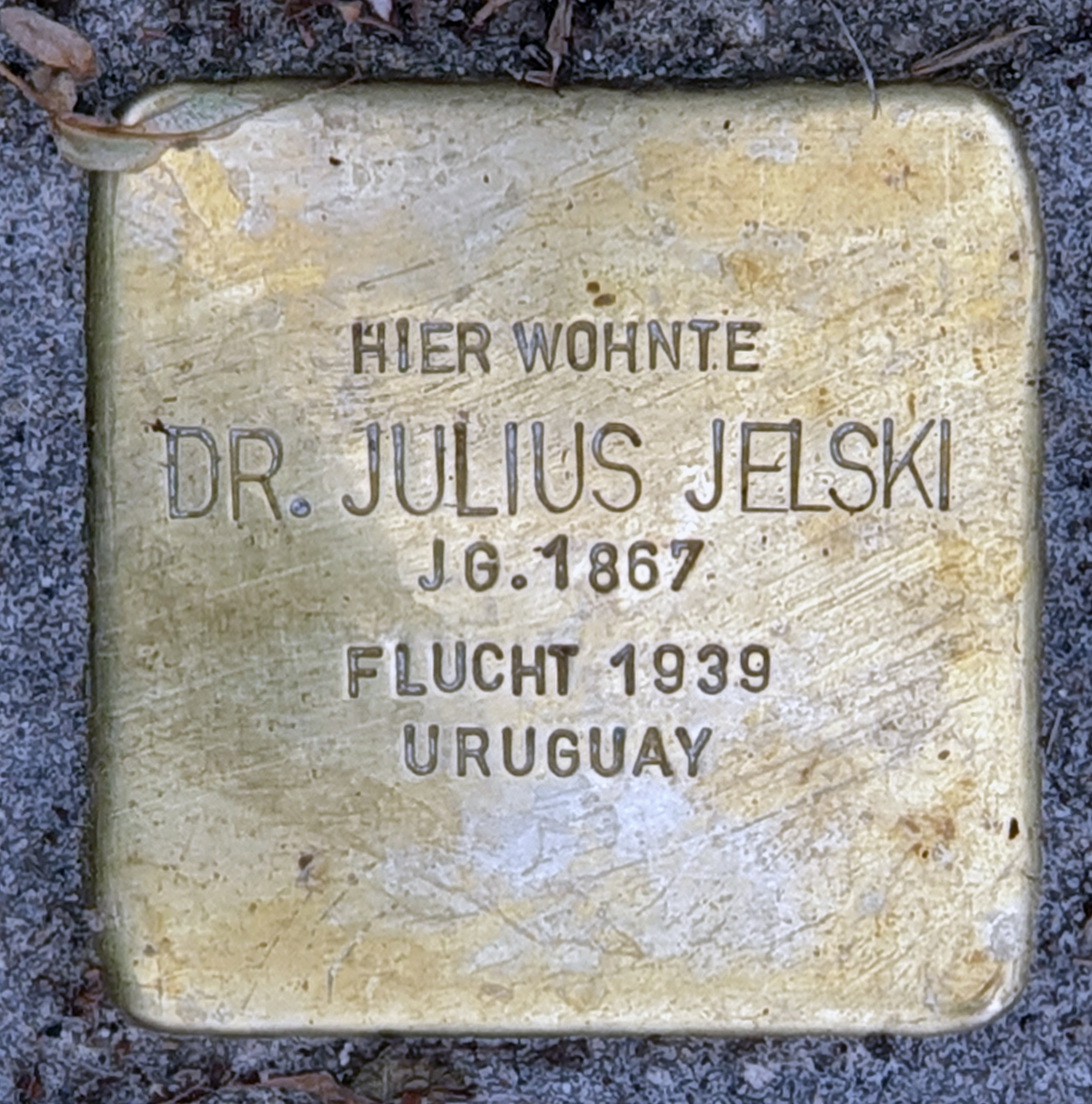
Stolperstein am Haus, Kudowastraße 29, in Berlin-Schmargendorf

Julius Jelski wurde als Sohn des Kantors Isaak Jelski und dessen Frau Ida, geb. Kremer, in Slonim geboren. Er besuchte in Danzig, wo sein Vater als Kantor arbeitete, das Städtische Gymnasium, auf dem er 1888 sein Abitur ablegte. Direkt im Anschluss an seine Ausbildung zum Rabbiner in der Lehranstalt für die Wissenschaft des Judenthums in Berlin, vor Ablegung der Rabbinatsprüfung und nachdem er 1897 "mit einer philosophischen Arbeit über Spinoza zum Doctor phil. "Magna cum laude" promoviert" hatte, wurde Jelski zum Prediger der Jüdischen Reformgemeinde gewählt. Am 1. Juli 1897 trat er seine Stelle an, Ende Dezember des Jahres heiratete er die Tochter des Predigers Wilhelm Klemperer, Martha. Das Paar hatte drei Kinder: Walter, Lilly und Wilhelm. Erst 1913 wurde sein über 16 Jahre befristeter Vertrag in einen Vertrag auf Lebenszeit umgewandelt. Jelski blieb bis zu seiner Verabschiedung in den Ruhestand am 20. Mai 1934 Prediger in der Reformgemeinde. Bei der Amtseinführung seines Nachfolgers Dr. Max Koppel im Oktober wurde ihm die Ehrenmitgliedschaft der Gemeinde überreicht. Am 3. April 1939 flüchteten Julius und Marta Jelski zu ihrer Tochter nach Montevideo. Beigesetzt wurden Julius und Marta Jelski auf dem Jüdischen Friedhof in La Paz (Canelones).
Julius Jelskis Schwester Franziska (1877–1932) war in erster Ehe mit dem in Lodz tätigen Prediger Israel Jelski-Goldin verheiratet. Seine Zwillingsschwester, die Danziger Gesangslehrerin Martha (1867–1943) und seine Brüder, der langjährige Leiter des Steuerbüros der Jüdischen Gemeinde Berlin, David (Fritz) Jelski (1872–1943) und der Danziger Sanitätsrat und Kinderarzt Dr. med. Bernhard Jelski (1869–1942) wurden in der Shoah ermordet.

## Ehrungen
Am 24. Juni 2023 wurde vor seinem ehemaligen Wohnort, Berlin-Schmargendorf, Kudowastraße 29, jeweils ein Stolperstein für ihn und seine Frau verlegt.

## Schriften (Auswahl)
- Julius Jelski: Aus großer Zeit. Predigten, gehalten im Gotteshause der Jüdischen Reform-Gemeinde in Berlin. L. Lamm, Berlin 1915, urn:nbn:de:hebis:30:1-176020.
- Julius Jelski: Im Wandel der Zeiten. Predigten von Dr. Jelski. Hrsg.: Vorstand der Jüdischen Reform-Gemeinde in Berlin. Philo-Verlag, Berlin 1930.